# Émile Barazer de Lannurien

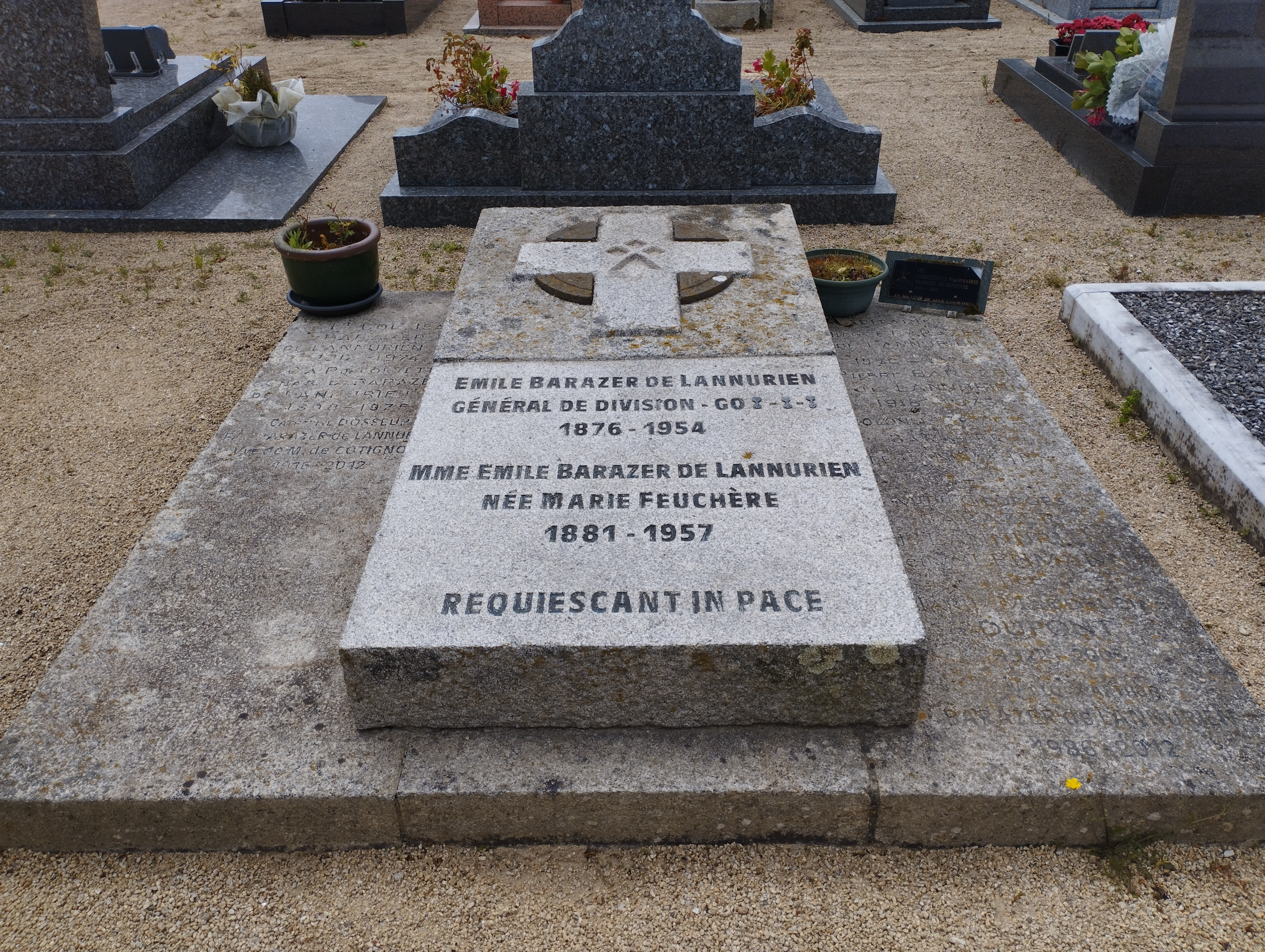
Grab von Émile Barazer de Lannurien

Émile-Marie-Hyacinthe Barazer de Lannurien (* 2. Juni 1876 in Nantes, Département Loire-Atlantique; † 8. März 1954 im 7. Arrondissement (Palais Bourbon), Paris) war ein französischer Offizier und zuletzt Generalmajor (Général de division), der unter anderem zwischen 1935 und 1938 Kommandant der Kriegshochschule (École Supérieure de Guerre) war.

## Leben
Émile-Marie-Hyacinthe Barazer de Lannurien begann am 21. Oktober 1896 als Kadett (Soldat de 2e classe) eine militärische Ausbildung an der Militärschule (École militaire) und wurde am 16. September 1897 Hauptgefreiter (Caporal). Er absolvierte eine Offiziersausbildung an der Militärschule Saint-Cyr (École spéciale militaire de Saint-Cyr) und wurde nach deren Abschluss am 1. Oktober 1898 als Unterleutnant (Sous-Lieutenant) zum 21. Infanterieregiment (21e régiment d’infanterie) versetzt, wo am 1. Oktober 1900 seine Beförderung zum Leutnant (Lieutenant 2e Classe) sowie am 1. April 1906 zum Oberleutnant (Lieutenant 1e Classe) erfolgte. Nach weiteren Verwendungen trat er am 2. September 1909 als Absolvent in die Kriegshochschule (École Supérieure de Guerre) ein und wurde nach deren Abschluss zum 147. Infanterieregiment versetzt. Am 24. Juni 1912 erfolgte seine Beförderung zum Hauptmann (Capitaine) und wurde als solcher während des Ersten Weltkrieges per Dekret vom 3. Januar 1915 zum Ritter der Ehrenlegion ernannt. Nachdem er am 4. April 1917 zum Major (Chef de bataillon breveté) befördert wurde, versah er Dienst im 299. Infanterieregiment und wurde für seine Verdienste durch Dekret vom 12. Juli 1917 Offizier der Ehrenlegion.
Nach Ende des Krieges fand er verschiedene Verwendungen in der Zwischenkriegszeit und wurde 1923 zur Kriegshochschule versetzt, wo er nach seiner Beförderung zum Oberstleutnant (Lieutenant-colonel) am 25. März 1923 bis zum 1. Oktober 1928 als Professor unterrichtete. In dieser Verwendung erhielt er am 23. März 1928 auch seine Beförderung zum Oberst (Colonel) und wurde am 1. Oktober 1928 zum 171. Infanterieregiment abgeordnet. Er übernahm zwischen 1930 und 1931 den Posten des Kommandeurs des 60. Infanterieregiments und besuchte daraufhin bis zum 20. Juni 1931 einen Lehrgang am Zentrum für höhere Militärstudien (Centre des Hautes Études Militaires), wobei er per Dekret vom 4. Februar 1931 auch zum Kommandeur der Ehrenlegion ernannt wurde. Er wurde am 20. Juni 1931 zunächst zum 503. Panzerregiment (503e régiment de chars de combat) und daraufhin zwischen dem 4. Januar 1931 und dem 14. August 1935 in den Stab eines Mitglieds des Obersten Kriegsrates (Conseil supérieur de la Guerre) abgeordnet. 
Barazer de Lannurien wurde in dieser Verwendung am 26. Juni 1932 auch zum Brigadegeneral (Général de brigade) befördert und löste am 14. August 1935 Brigadegeneral Jules Hartung als Kommandant der Kriegshochschule (École Supérieure de Guerre) ab. Er verblieb auf diesem Posten bis zu seiner Ablösung durch Brigadegeneral Edmond Mendras am 2. Juni 1938. Er erhielt am 10. Dezember 1935 seine Beförderung zum Generalmajor (Général de division) und wurde für seine Verdienste in dieser Zeit per Dekret vom 23. Dezember 1937 zudem zum Großoffizier der Ehrenlegion erhoben. Am 2. Juni 1938 trat er in den Ruhestand.
Generalmajor Barazer de Lannurien wurde am 2. September 1939 bei Ausbruch des Zweiten Weltkrieges in den aktiven Militärdienst zurückbeordert und fungierte zwischen dem 2. September 1939 und dem 18. November 1939 als Kommandierender General des Korps „G“. Nachdem er sich vom 18. November bis zum 18. Dezember 1939 zur Krankenbehandlung in einem Militärlazarett befunden hatte, befand er sich anschließend zwischen dem 18. Dezember und dem 16. Januar 1940 zur besonderen Verfügung. Zuletzt wurde er am 16. Januar 1940 als stellvertretender Kommandeur der 1. Militärregion (Région militaire) in Lille. Nach dem Waffenstillstand von Compiègne am 22. Juni 1940 trat er schließlich am 1. Juli 1940 endgültig in den Ruhestand.